# Merienda campestre
Merienda campestre es el título de un óleo de Francisco de Goya, diseñado para el dormitorio de las infantas en el Palacio del Pardo. Forma parte de su sexta serie de cartones para tapices.
Se conserva en la National Gallery de Londres, situada en la Plaza de Trafalgar de la capital inglesa.

## Análisis
Formaba parte de la sexta serie de Goya, junto a La pradera de San Isidro, Gato acosado y La gallina ciega. Solo el último de estos cartones se llevó a tapiz, pues la inesperada muerte de Carlos III paralizó el proyecto.
La imagen refleja una parte de la romería, hilo conductor de toda la serie. Jóvenes vestidos alegremente han terminado su merienda y uno de ellos presenta estado de embriaguez, mientras otro sostiene un vaso intentado flirtear. Las figuras de Goya son expresivas, y pese a tratarse de un boceto la pincelada es rápida. 